# Коув (Орегон)
Коув (англ. Cove) — місто (англ. city) в США, в окрузі Юніон штату Орегон. Населення — 620 осіб (2020).

## Географія
Коув розташований за координатами 45°17′47″ пн. ш. 117°48′38″ зх. д. / 45.29639° пн. ш. 117.81056° зх. д. (45.296398, -117.810465).  За даними Бюро перепису населення США в 2010 році місто мало площу 1,98 км², уся площа — суходіл. В 2017 році площа становила 2,08 км², уся площа — суходіл.

### Клімат
| Клімат : Коув           | Клімат : Коув | Клімат : Коув | Клімат : Коув | Клімат : Коув | Клімат : Коув | Клімат : Коув | Клімат : Коув | Клімат : Коув | Клімат : Коув | Клімат : Коув | Клімат : Коув | Клімат : Коув | Клімат : Коув |
| Показник                | Січ.          | Лют.          | Бер.          | Квіт.         | Трав.         | Черв.         | Лип.          | Серп.         | Вер.          | Жовт.         | Лист.         | Груд.         | Рік           |
| Абсолютний максимум, °C | 17,8          | 19,4          | 24,4          | 28,9          | 34,4          | 37,2          | 39,4          | 41,7          | 37,8          | 31,1          | 23,9          | 19,4          | 41,7          |
| Середній максимум, °C   | 3,0           | 5,9           | 9,7           | 14,4          | 19,1          | 23,0          | 29,0          | 28,6          | 23,4          | 16,6          | 8,7           | 4,0           | 15,4          |
| Середній мінімум, °C    | −5,4          | −3,6          | −1,4          | 1,0           | 4,2           | 7,1           | 9,8           | 9,1           | 5,4           | 1,9           | −1,2          | −4,3          | 1,9           |
| Абсолютний мінімум, °C  | −33,3         | −30           | −25,6         | −12,2         | −6,1          | −2,8          | 0,0           | −1,1          | −7,8          | −13,9         | −26,1         | −31,1         | −33,3         |
| Норма опадів, мм        | 57            | 44            | 53            | 58            | 65            | 56            | 14            | 20            | 33            | 47            | 65            | 59            | 572           |
| Днів з опадами          | 13            | 11            | 12            | 11            | 10            | 9             | 3             | 4             | 5             | 8             | 12            | 13            | 111,0         |
| ----------------------- | ------------- | ------------- | ------------- | ------------- | ------------- | ------------- | ------------- | ------------- | ------------- | ------------- | ------------- | ------------- | ------------- |
| Джерело:                |               |               |               |               |               |               |               |               |               |               |               |               |               |

## Демографія
Згідно з переписом 2010 року, у місті мешкали 552 особи в 240 домогосподарствах у складі 161 родини. Густота населення становила 278 осіб/км².  Було 257 помешкань (130/км²).
Расовий склад населення:
| - 91,1 % — білих - 1,6 % — азіатів - 0,7 % — корінних американців - 0,2 % — вихідців з тихоокеанських островів - 1,6 % — осіб інших рас |

До двох чи більше рас належало 4,7 %. Частка іспаномовних становила 3,6 % від усіх жителів.
За віковим діапазоном населення розподілялося таким чином: 22,1 % — особи молодші 18 років, 54,7 % — особи у віці 18—64 років, 23,2 % — особи у віці 65 років та старші. Медіана віку мешканця становила 50,0 року. На 100 осіб жіночої статі у місті припадало 95,7 чоловіків;  на 100 жінок у віці від 18 років та старших — 91,1 чоловіків також старших 18 років.
Середній дохід на одне домашнє господарство  становив 52 323 долари США (медіана — 42 333), а середній дохід на одну сім'ю — 60 437 доларів (медіана — 50 781). За межею бідності перебувало 25,2 % осіб, у тому числі 43,4 % дітей у віці до 18 років та 10,8 % осіб у віці 65 років та старших.
Цивільне працевлаштоване населення становило 235 осіб. Основні галузі зайнятості: освіта, охорона здоров'я та соціальна допомога — 24,3 %, роздрібна торгівля — 18,7 %, будівництво — 12,3 %, транспорт — 11,5 %.